# История почты и почтовых марок Аландских островов
История почты и почтовых марок Аландских островов подразделяется на периоды, соответствующие почтовым системам государств, в составе которых находились Аландские острова (Швеция, Российская империя, Финляндия). С 1984 года Аланды проводят собственную эмиссионную политику почтовых марок. Аландские острова пользуются теми же правами и регулирующими правилами Всемирного почтового союза, что и Финляндия (с 1918) и имеют собственного почтового оператора в лице компании Posten Åland Ab.

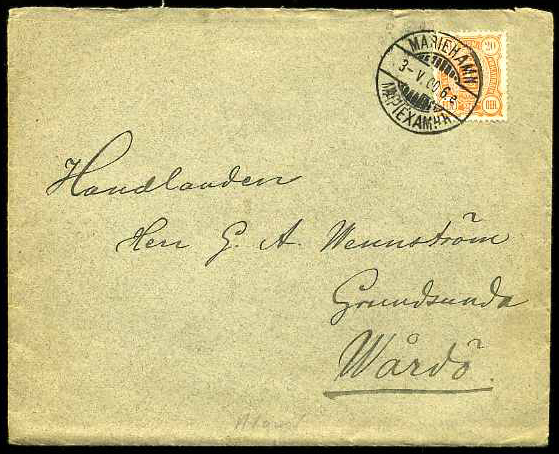
Почтовый конверт, отправленный из Мариехамна в Вордё в 1900 году и франкированный маркой Великого княжества Финляндского 7-го выпуска (1889)

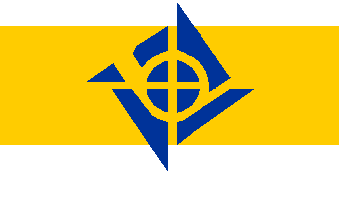
Флаг почтовой службы Аландских островов

## Выпуски почтовых марок
Поворотным пунктом в истории почты Аландских островов, пользующихся внутренней автономией, стал 1984 год, когда эта финская территория стала выпускать собственные почтовые марки с надписью швед. «Åland». Первая серия из шести стандартных марок вышла 1 марта. На миниатюрах различных номиналов были представлены следующие сюжеты: 0,20, 0,50 и 1,10 марок — рыбацкая лодка, 1,40 марки — флаг Аландских островов, 3 марок — карта островов и 10 марок — печать Аландских островов со Святым Олафом. Художниками первых марок стали Пиркко Вахтеро, Пентти Рахикайнен и Ээва Ойво.

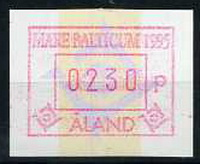
Марка печатающего автомата Аландских островов, 1995(Mi #6)

Первая коммеморативная марка вышла также 1 марта 1984 года. Она была посвящена 50-летию аландской пароходной компании. В октябре того же года вышли первые марки печатающих автоматов для реализации в автоматах.
В апреле 1991 года на Аландских островах вышел первый почтовый блок, который был посвящён островным спортивным играм 1991 года. Он состоял из четырёх марок со следующими сюжетами: лёгкая атлетика, футбол, волейбол и стрельба; продавался на открывшейся 5 апреля национальной филателистической выставке «Аланд-91».
С 1993 года почта Аландских островов, Posten Åland, является самостоятельной организацией, независимой от почты Финляндии. Ежегодно на островах выпускается 12—15 марок.